# エリセオ・サーラ
エリセオ・サーラ（Eliseo Sala,1813年1月2日 - 1879年6月24日）はイタリアの画家。19世紀前半のミラノを代表する肖像画家になった。

## 略歴
ミラノの裕福な商人の家に生まれた。母親はエリセオの出産後すぐ亡くなり、父親が亡くなった後は有力な政治家の叔父に育てられた。1832年にミラノのブレラ美術アカデミーに入学し、建築も学んだが、ルイージ・サバテッリらから絵画を学び、同時期の学生にはルイージ・コンコーニ(Luigi Conconi: 1852-1917)やチェルビーノ・コルニエンティ(Cherubino Cornienti: 1816-1860)、ドメニコ・インドゥーノ(Domenico Induno: 1815–1878)らがいる。
1837年にブレラ美術アカデミーの展覧会に6点の肖像画を出展してデビューし、翌年は宗教画を描いた。1839年から友人と修行の旅に出て、ヴェネツィアでは16世紀の画家、ティツィアーノ・ヴェチェッリオの作品を研究し、ローマではフランチェスカ・コゲッティ(Francesco Coghetti: 1802–1875)と知り合い影響を受けた。1844年にブレラ美術アカデミーのフェローに任命され、多くの作品の注文を受けるようになった。
1848年にミラノでは「ミラノの5日間」と呼ばれるオーストリア支配に対する反乱がおきるが、政治的な不安定さを避け、反オーストリアの感情から、サーラはサルデーニャ王国支配下のピエモンテのイントラに移り、その後トリノに移った。サルデーニャ貴族の肖像画を描き、1851年には友人の画家たちとロンドン万国博覧会を見学し、パリ、ブリュッセル、ケルン、オーステンデ、ジュネーヴを旅して帰国した。
1854年は再びパリに旅し、1855年のパリ万国博覧会で作品を展示した。1857年にミラノに戻った。その後も有力者の肖像画を描き、イタリア初代国王になるヴィットーリオ・エマヌエーレ2世から1866年に男爵に叙せられた。
1872年にイタリア王冠章(Ordine della Corona d'Italia)を受勲し、ミラノで開かれた第2回イタリア全国展(Esposizione nazionale di belle arti)の理事を務めた。
1877年、脳卒中で体が不自由になり、1879年にトリウッジョで亡くなった。

## 作品

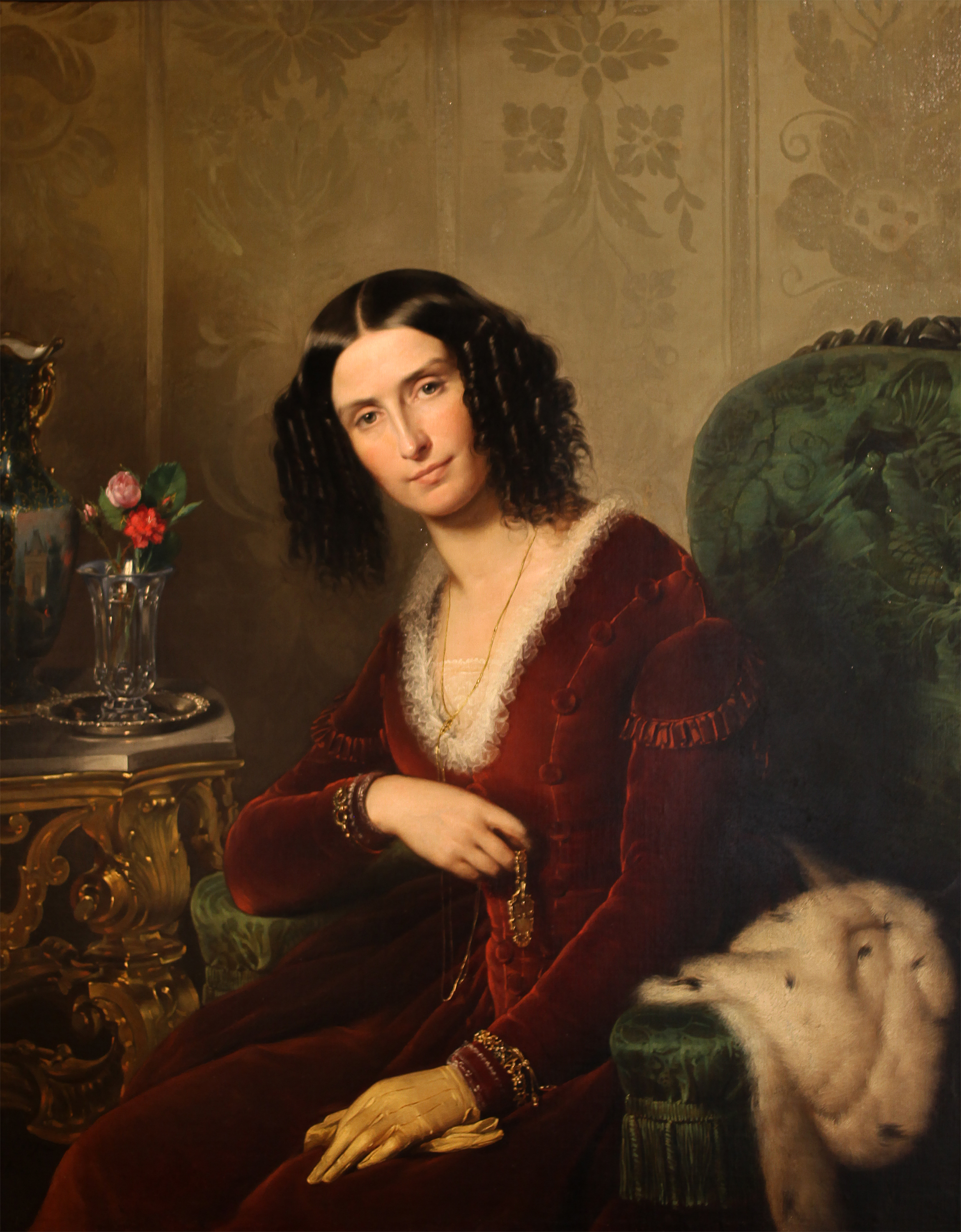
ブロンデル・モーメリー侯爵夫人 (c.1844)
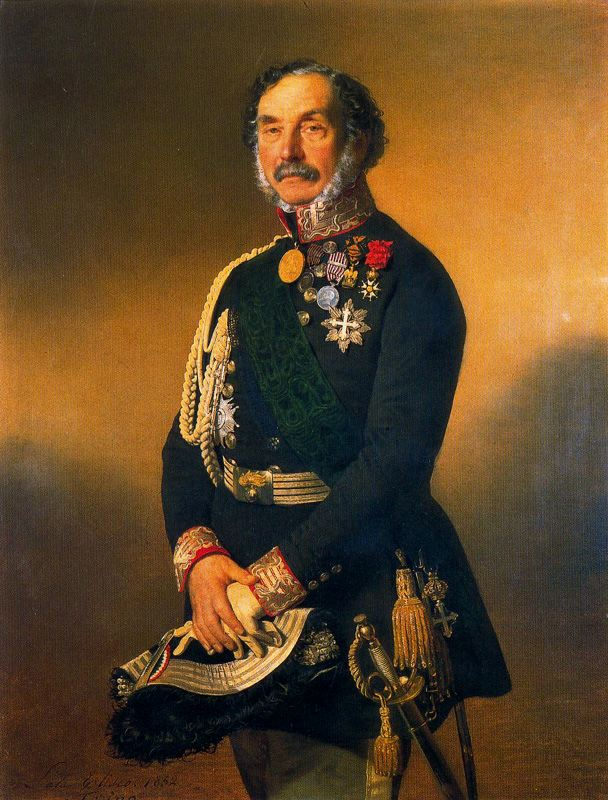
Teodoro Lechi(軍人) (1852)
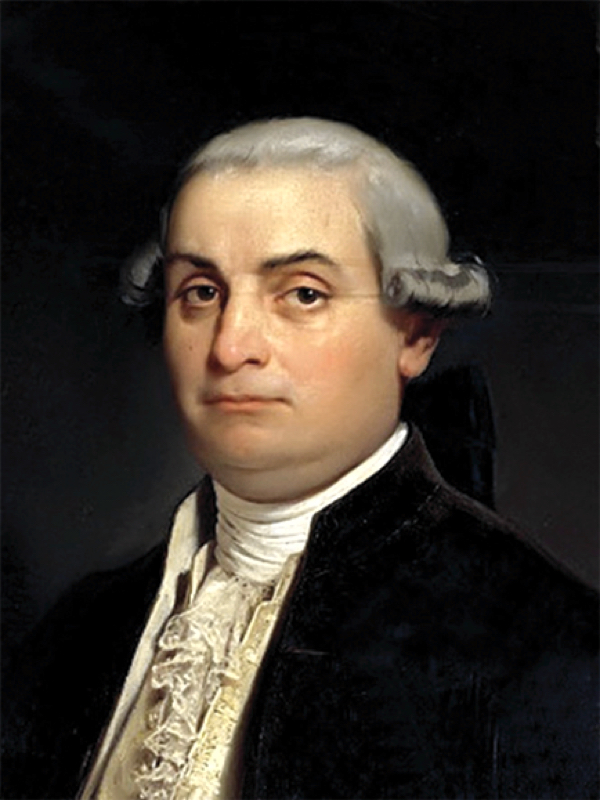
チェーザレ・ベッカリーア(学者)
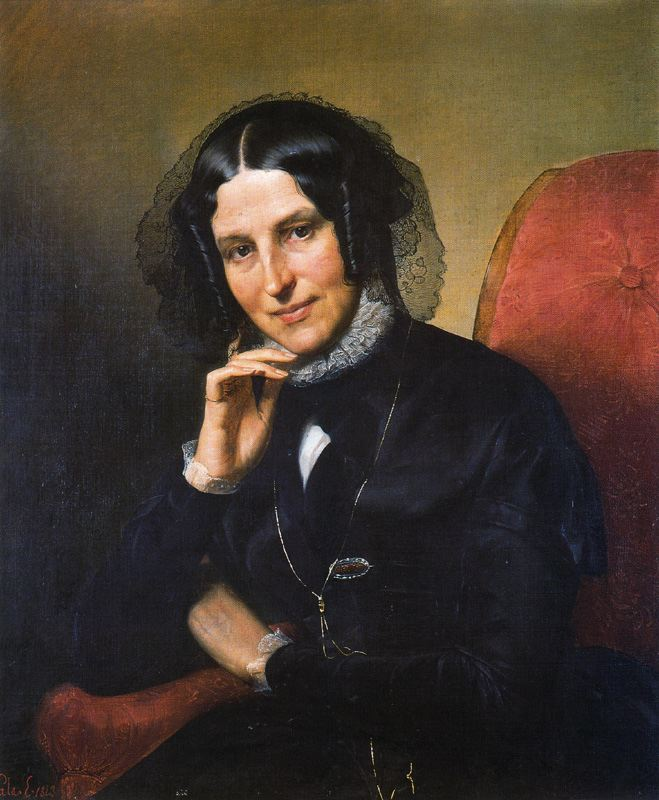
エルネスタ・レニャーニ・ビシ(画家)
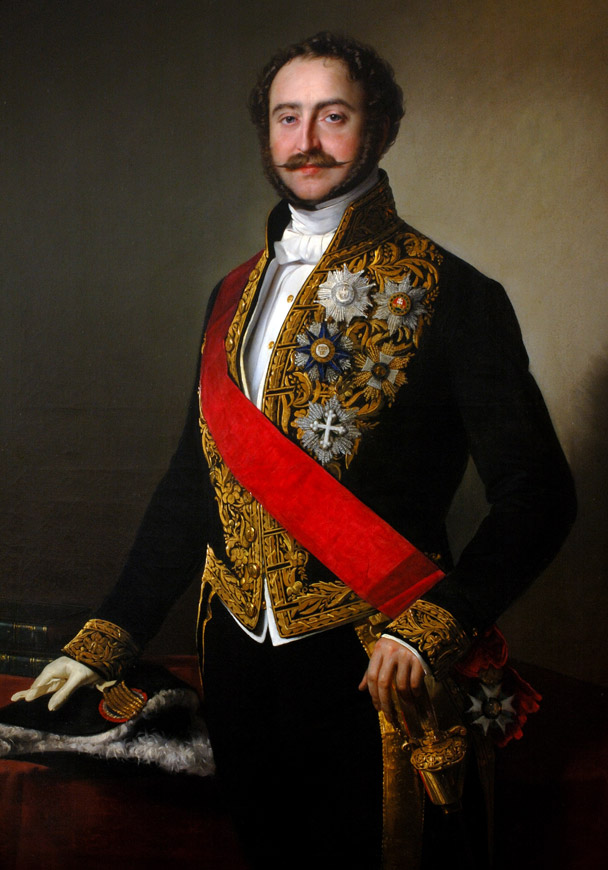
Agenor, duc de Gramont